# ウイスキー戦争
ウイスキー戦争（ウイスキーせんそう、英語: Whisky War, フランス語: Guerre du whisky）は、ネアズ海峡に位置するハンス島の領有権を巡り、カナダとデンマークによって争われた領土紛争の俗称である。この領土紛争は、1973年12月17日に両国間の海洋境界線が画定してから、2022年6月14日にハンス島を分割領有することで合意するまで続いた。
1984年、カナダ軍がハンス島に上陸し、カナダ国旗を掲げるとともにカナディアン・ウイスキーのボトルを置いて挑発したため、デンマーク政府はシュナップスのボトルを残してこれに応戦した。これ以降、両国の軍や政治家が入れ替わりに上陸しては、相手国への置き土産として酒類を残していくことが慣例となったため、この領土紛争はユーモアをこめて「ウイスキー戦争」「蒸留酒戦争」と表現されるようになった。「最も消極的で積極的な領土紛争」「最も友好的な戦争」と表現されることもある。

## 背景

### 地理的背景

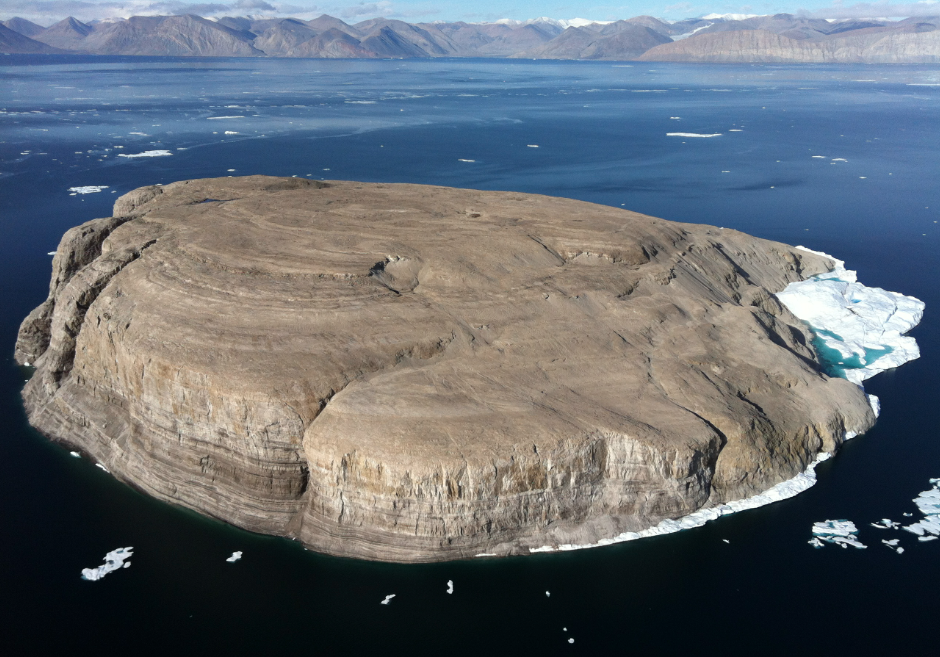
グリーンランド側から見たハンス島（2012年8月15日）

ハンス島はネアズ海峡に位置する面積1.3平方キロメートルの無人島であり、カナダのエルズミア島、デンマークのグリーンランドに挟まれている。エルズミア島とグリーンランドからは約18キロメートル離れているが、これは海洋法に関する国際連合条約に基づいてカナダとデンマークの双方が主権を主張できる距離である。
海面から露出している部分は、主にシルル紀中期に暖かく浅い海で堆積した変成していない化石石灰岩で構成され、その表面をグリーンランドの谷氷河に由来する石灰岩礫、片麻岩、花崗岩が覆っており、地質学的にはエルズミア島のアレン・ベイ層、グリーンランドのカプ・モートン層の一部である。植生はほとんどなく、鉱物資源にも乏しい。

### 歴史的背景

#### 有史以前
ハンス島は雪や氷で覆われていることも珍しくなく、沿岸部を強い海流が流れているため人が立ち入ることは少ない。14世紀以降、グリーンランドのイヌイットが狩猟場所または流氷の観測場所として使っていたと思われるが、欧米の遠征隊が訪れるまでは他の世界にその存在を知られていなかった。

#### 19世紀
1850年代から1880年代、アメリカ合衆国やイギリスの遠征隊によってグリーンランド北西部周辺の探検が行なわれた。1845年に行われ失敗したフランクリン遠征の生存者を捜索するものや、北西航路の発見、北極点への到達を目指すものなど、探検の目的は様々であった。ハンス島を発見・命名した欧米の遠征隊は、1853年から1855年に行われた、アメリカ合衆国の第2次グリネル遠征であると考えられている。グリーンランド北西部周辺に初めて到達したイギリスの遠征隊は、1875年から1876年に行われた英国北極遠征であった。
1880年、カナダ（当時はイギリスの自治領）にイギリスの北極圏の領土が譲渡された際、16世紀の地図が参照されたため、ハンス島がイギリスからの譲渡対象に含まれるかは明確にされなかったが、この問題は以後数十年にわたって気付かれないままであった。

#### 20世紀
1890年代から1910年代、デンマークの主権はグリーンランド北西部周辺に及んでおらず、ロバート・ピアリーやドナルド・バクスター・マクミランなどの活躍により、アメリカ合衆国がグリーンランド北西部周辺の領有権を主張できる可能性があった。しかし、1917年、デンマークからヴァージン諸島を2,500万ドルで購入する引き換えに、アメリカ合衆国はグリーンランド北西部周辺の領有権を放棄した。
1933年4月5日、グリーンランド東部の領有権を巡るデンマークとノルウェーの領土紛争（東部グリーンランド事件）において、常設国際司法裁判所がデンマークによるグリーンランド全体の領有権を認める判決を下した。この判決はハンス島の地位について言及するものではなかったが、ハンス島はエルズミア島よりグリーンランドに近く、地質学的にもグリーンランドの一部であるとデンマーク側は主張し、この判決をデンマークによるハンス島の領有権の根拠とした。これは、ハンス島はグリーンランドよりエルズミア島に近く、イギリスからの譲渡対象に含まれるというカナダ側の主張と相反するものであった。なお、現在では衛星画像の解析により、ハンス島がエルズミア島とグリーンランドの中間線上にあることが明らかになっている。

## 経過

### 海洋境界線画定

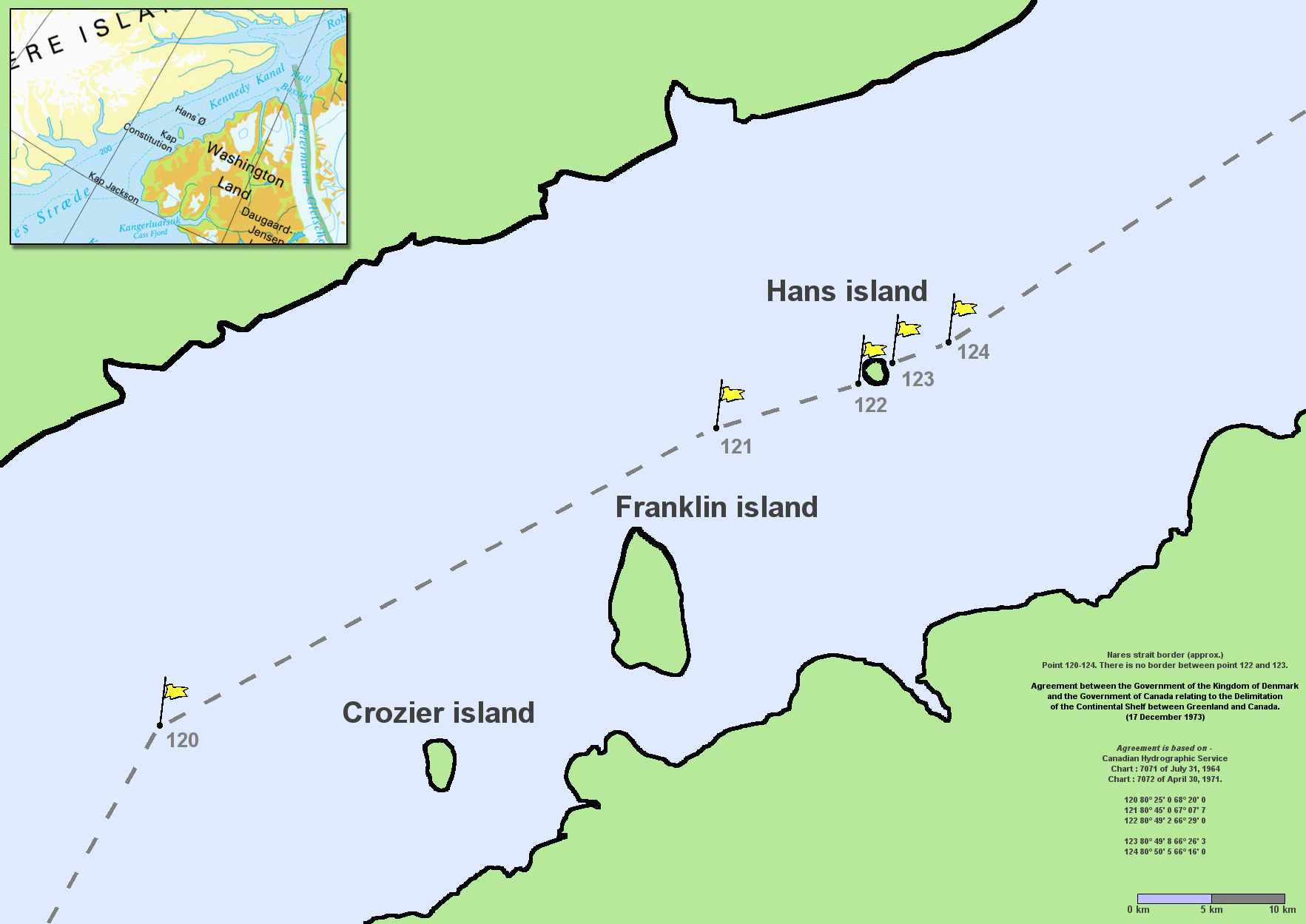
ハンス島を跨ぐように設置された測量点122番と123番

1971年、両国政府が海洋境界線に関する交渉を行った際、カナダ政府はハンス島の領有権を主張し、デンマーク政府は係争地があることを初めて公式に認識した。
1972年、両国の職員からなるチームが測量を実施し、ハンス島の地理座標系が確定した。その後、両国政府で交渉が行われ、1973年12月17日に国際連合に提出され、1974年3月13日に発効した「グリーンランド・カナダ間の大陸棚の境界画定に関するデンマーク王国政府・カナダ政府間の合意」によって両国間の海洋境界線が画定した。この合意の内容は、デービス海峡からネアズ海峡の北端にかけて127か所の測量点を設け、それらを順番に直線で繋いだ線を海洋境界線とするというものであったが、ハンス島については両国が領有権を主張し合意に至らなかったため、ハンス島の両脇に測量点122番（北緯80度49分12秒 西経66度29分00秒 / 北緯80.82000度 西経66.48333度）と123番（北緯80度49分48秒 西経66度26分18秒 / 北緯80.83000度 西経66.43833度）を設け、その間は領有権未決とする処置がとられた。この領土紛争についての論文を執筆したクリストファー・スティーブンソンはその論文の中で「（両国は）島の片側の低潮線で国境を止め、反対側の低潮線で復活させることにした」と述べている。

### 「戦争」の勃発
1984年、カナダの歴史家・ジャーナリストのケン・ハーパーが執筆した記事によって、この領土紛争は一般に知られるようになった。執筆のきっかけは、1983年、コーンウォリス島南部レゾリュート付近の氷上で、ハーパーがカナダの石油関連企業であるドーム石油に勤める男性科学者に出会ったことであった。ハーパーによれば、この男性科学者は「ノースウエスト準州ハンス島」と刺繍されたイヌイット風のニット帽を被っていたため、ハンス島はデンマーク領ではないかと思い声をかけたところ、自分がハンス島を知っていることに相手は驚いた様子だったという。

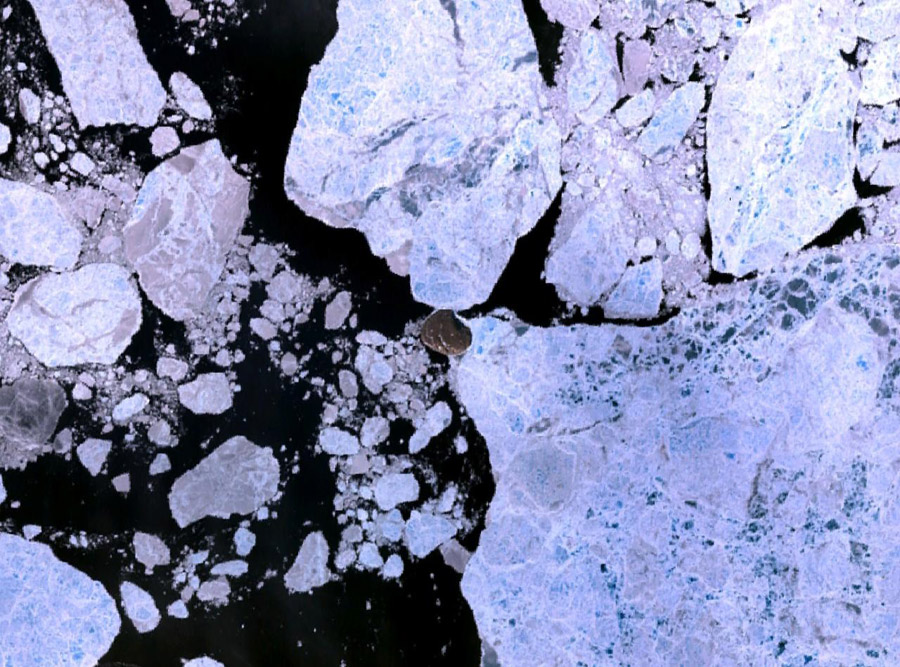
ハンス島の沿岸部を取り囲む流氷（2005年7月30日）

当時、両国政府は共同で北極圏の効果的な掘削方法を調査する大規模プロジェクトを進めており、ネアズ海峡の海洋環境保全、特に炭化水素資源の開発や船舶活動で汚染事故のような不測の事態が発生した場合の対処方法が話し合われた。この際、ハンス島の調査に関する相互協定を結ぶことも検討されたが、将来の交渉に不利になるような行為を互いに避けることで合意するにとどまった。ところが、カナダ政府も把握しないうちに、ドーム石油によってハンス島の調査が行われていたのである。ドーム石油はボーフォート海に石油プラットフォームを建設するにあたって人工島に氷が与える影響を評価しており、ハンス島は人工島に形状が近く、夏になると流氷の移動による圧力を受けるため評価にうってつけの場所であった。
ハーパーはドーム石油の行為は両国政府の合意に違反するものだと批判したうえで、ハンス島はグリーンランドのイヌイットのみが伝統的に使用してきたため、ハンス島はデンマークの一部であると述べた。ハーパーが執筆した記事はグリーンランド北西部カーナークの地方紙ハイナンに掲載されたのち、コペンハーゲンの主要紙、さらにコペンハーゲンのカナダ大使館を経由してカナダのCBCラジオでも紹介され、両国の当局者の目に留まった。しばらくして、カナダ軍がハンス島に上陸し、カナダ国旗を掲げるとともにカナディアン・ウイスキーのボトルを置いて挑発したため、デンマーク政府はトム・ホイエムグリーンランド担当相をヘリコプターでハンス島に向かわせ、デンマーク国旗を掲げるとともに「デンマークの島へようこそ」と書かれたメッセージとシュナップスのボトルを残してこれに応戦した。これをきっかけに、両国の軍や政治家が入れ替わりに上陸しては、自国の国旗を掲げたり、自国の酒瓶を埋めたり、相手国の酒瓶を掘り起こしたりするようになった。英国放送協会のマット・マーフィーは一連の儀式によって「少しぼろぼろになった旗と看板の海」がハンス島に残ったと報告している。
ハンス島は文字通り不毛の地であったが、地球温暖化によって北極圏の氷が融け始めると、北西航路の要衝に一変する可能性や、資源の開発や漁業権といった国益が生じる可能性が出てきたため、この領土紛争がにわかに熱を帯びるようになった。2005年7月20日、カナダのビル・グラハム国防相が個人的にハンス島に上陸すると論争が再燃し、カナダ国旗を降ろし、デンマーク国旗を掲げるためにデンマーク政府が哨戒艦トゥルガクを派遣するなど緊張が走った。9月19日、国際連合総会に出席していたカナダのピエール・ペティグリュー外相とデンマークのペール・シュティーグ・メーラー外相は会談し、「論争を過去のものにする」ため互いに協力することで合意した。なお、当時のカナダのポール・マーティン政権の支持率や、デンマーク議会選挙が行われるタイミングとの関連性を挙げて、両国の政治家が自国の選挙のためにあえて緊張を煽ったのではないかという指摘もある。

### 「戦争」の終結
2007年3月17日、トロント大学とデンマーク工科大学はハンス島に無人気象観測所を設置することで合意した。ネアズ海峡の強風と海流の関係を調査することで、北大西洋の塩分濃度や、北半球の天候を左右するメキシコ湾流への影響が明らかになると期待されている。トロント大学のケント・ムーア教授によれば、ハンス島に無人気象観測所を設置する許可をヌナブト準州政府から得たものの、カナダ政府からは拒否され、デンマーク側との共同作業にすることを要請されたという。これについて、ムーア教授は「共同でやれば主権の問題が出てこないからでしょう」「（掲げる）国旗は合同旗かさもなければ国旗なしでなければなりません」「カナダ政府は大学間の覚書に『あからさまな主権の主張は慎まれる』という文言を入れろと言ってききませんでした。でもあそこにはカナダ国旗の帽子を被って行くつもりですよ」と述べている。
2018年5月23日、この領土紛争の平和的な解決に向けて、両国政府は作業部会を召集した。そして、2022年6月11日、両国政府、ヌナブト準州政府、グリーンランド自治政府はハンス島を岩場に自然発生している裂け目に沿って分割領有することで合意した。6月14日にオタワで合意文書の調印式が行われ、カナダのメラニー・ジョリー外相とデンマークのイェッペ・コフォズ外相はカナディアン・ウイスキーとシュナップスのボトルを交換し、「世界で最も平和的な争いだった」とこの領土紛争を振り返った。日本でも、カナダのイアン・G・マッケイ駐日大使とデンマークのピーター・タクソ＝イェンセン駐日大使が同様にボトルを交換し、この領土紛争の解決を祝った。なお、イヌイットの住民は国境線が画定した後も引き続き、ハンス島全体に自由に行き来することが可能である。

## 年表
| 年月日          | 当事国             | 出来事 |
| --------------- | ------------------ | --- |
| 1853年          | アメリカ合衆国の旗 | アメリカ合衆国の第2次グリネル遠征によってハンス島が発見・命名される。 |
| 1875年 - 1876年 | イギリスの旗       | イギリスの英国北極遠征がグリーンランド北西部周辺に到達する。 |
| 1880年          | ・                 | カナダ（当時はイギリスの自治領）にイギリスの北極圏の領土が譲渡される。 |
| 1917年          | ・                 | デンマークからヴァージン諸島を2,500万ドルで購入する引き換えに、アメリカ合衆国がグリーンランド北西部周辺の領有権を放棄する。                                                                                   |
| 1933年4月5日    | ・                 | グリーンランド東部の領有権を巡るデンマークとノルウェーの領土紛争（東部グリーンランド事件）において、常設国際司法裁判所がデンマークによるグリーンランド全体の領有権を認める判決を下す。                        |
| 1940年代前半    | カナダの旗         | カナダ政府がハンス島に一時的な研究施設を設置する。 |
| 1953年          | カナダの旗         | カナダ地形調査所の地形学者がハンス島に上陸し、領有権を主張するメッセージ、ケアンを残す。 |
| 1971年          | ・                 | 両国政府によって海洋境界線に関する交渉が行われる。カナダ政府はハンス島の領有権を主張し、デンマーク政府は係争地があることを初めて公式に認識した。                                                              |
| 1973年12月17日  | ・                 | 両国政府によって「グリーンランド・カナダ間の大陸棚の境界画定に関するデンマーク王国政府・カナダ政府間の合意」が国際連合に提出される。1974年3月13日、合意が発効し、ハンス島を除く両国間の海洋境界線が画定した。 |
| 1980年 - 1983年 | カナダの旗         | カナダの石油関連企業であるドーム石油によってハンス島の調査が行われる。 |
| 1984年          | カナダの旗         | カナダ軍がハンス島に上陸し、カナダ国旗、カナディアン・ウイスキーのボトルを残す。 |
| 1984年7月28日   | デンマークの旗     | トム・ホイエムグリーンランド担当相がハンス島に上陸し、デンマーク国旗、領有権を主張するメッセージ、シュナップスのボトルを残す。                                                                                |
| 1988年          | デンマークの旗     | 哨戒艦トゥルガクの乗組員がハンス島に上陸し、デンマーク国旗、旗竿、ケアンを残す。 |
| 1995年          | デンマークの旗     | チューレ空軍基地の連絡員と地質学者がハンス島に上陸し、デンマーク国旗、旗竿を残す。 |
| 2001年          | カナダの旗         | カナダ地質調査所の地質学者がハンス島に上陸する。 |
| 2002年8月13日   | デンマークの旗     | 哨戒艦ヴァエデレンの乗組員がハンス島に上陸し、1995年のデンマーク国旗を交換する。 |
| 2003年8月1日    | デンマークの旗     | 哨戒艦トリトンの乗組員がハンス島に上陸し、2002年のデンマーク国旗を交換する。 |
| 2004年3月       | カナダの旗         | ビル・グラハム外相がカナダ下院において「カナダ政府はいかなる北極圏の領土の主権も放棄しない」と発言する。 |
| 2005年7月13日   | カナダの旗         | カナダ軍がハンス島に上陸し、カナダ国旗、イヌクシュクを残す。 |
| 2005年7月20日   | カナダの旗         | ビル・グラハム国防相がハンス島に上陸する。 |
| 2005年8月4日    | デンマークの旗     | デンマーク政府が哨戒艦トゥルガクのハンス島派遣を決定する。哨戒艦トゥルガクは3週間後にハンス島に到着する予定であった。                                                                                         |
| 2005年8月16日   | ・                 | 両国政府がこの領土紛争に関する交渉を9月中旬に行うこと、交渉が決裂した場合は国際司法裁判所に提訴することで合意する。これを受けて、哨戒艦トゥルガクのハンス島派遣が中止された。                                 |
| 2005年8月18日   | カナダの旗         | 哨戒艦フレデリクトンがノバスコシア州ハリファックスを出発する。カナダ国防省はデービス海峡の違法漁業の監視が任務の目的で、哨戒艦フレデリクトンとこの領土紛争は無関係であると説明した。                          |
| 2005年9月19日   | ・                 | 両国政府がこの領土紛争を解決するため互いに協力することで合意する。 |
| 2007年3月17日   | ・                 | トロント大学とデンマーク工科大学がハンス島に無人気象観測所を設置することで合意する。 |
| 2018年5月23日   | ・                 | 両国政府がこの領土紛争を解決するための作業部会を召集する。 |
| 2022年6月11日   | ・                 | 両国政府がハンス島を岩場に自然発生している裂け目に沿って分割領有することで合意する。6月14日、合意文書の調印式が行われた。                                                                                     |

## 影響
これまでカナダはアメリカ合衆国のみ、デンマークはドイツのみと陸上国境を有していたが、この領土紛争の終結によって、カナダとデンマークは陸上国境で接するようになった。この領土紛争は両国政府にとって重大な問題であったにもかかわらず、両国の国民の間ではしばしば「鼻で笑うような話題」とみなされた。
ハンス島という係争地を抱えながらも、両国の関係は極めて友好的であった。共に北大西洋条約機構の創設メンバーであり、共に2022年のロシアによるウクライナ侵攻ではウクライナを支持した。48年の長きにわたって続いたこの領土紛争が突然終結に至った背景には、ロシアによるウクライナ侵攻が続く中、領土紛争は平和的に解決できるというメッセージを世界に向けて発信する狙いがあった。合意文書の調印式でジョリー外相は「国境線を書き直すのに銃は必要ない」「ロシアは法を守らなければならない」と述べ、コフォズ外相も「人が引いた境界線はそれほど重要ではないのかもしれません」「それより重要なのは人と人の協力関係です」「外交と法の支配は実際に機能します。今回の合意をきっかけに、ほかの人々が同じ道を歩めばよいのですが」と述べた。